# Jonny Pasvolsky
Jonathan Marc Pasvolsky, kendt som Jonny Pasvolsky (født 26. juli 1972 i Cape Town, Sydafrika) er en australisk skuespiller. Han er bedst kendt for sin rolle som Rob Shelton/Matt Bosnich som han spillede mellem 2005-2007 i tv-serien McLeod's Daughters.
Hans bror Steve blev nomineret til en oscar i 2003 med sin kort film "Inja" .
Jonny Pasvolsky og hans kone Carolyn fik en datter onsdag den 24. oktober 2007. Pigen fik navnet Marlena Sierra Pasvolsky. Jonny fortalte om valgte af navn til datteren at:” Hun blev navngivet efter Suzanne Vega sangen ”Marlena on the wall” og efter den gade hvor vi boede på i LA, og som var det sted når vi første gang fandt ud af at hun eksisterede” .

## External links
- Jonny Pasvolsky på Internet Movie Database (engelsk)
- Jonny Pasvolsky på Scope
- Jonny Pasvolsky på AlloCiné (fransk)
- Jonny Pasvolsky på Rotten Tomatoes (engelsk)
- Jonny Pasvolsky på The Movie Database (engelsk)

En fanside for Jonny Pasvolsky Arkiveret 2. oktober 2011 hos  Wayback Machine

### Fodnoter
1. ↑  Jonny Pasvolsky
2. ↑  "• Jonny Pasvolsky – A Jonny Pasvolsky fansite". Arkiveret fra originalen 4. juni 2009. Hentet 14. februar 2011.